# Karel Zelenka

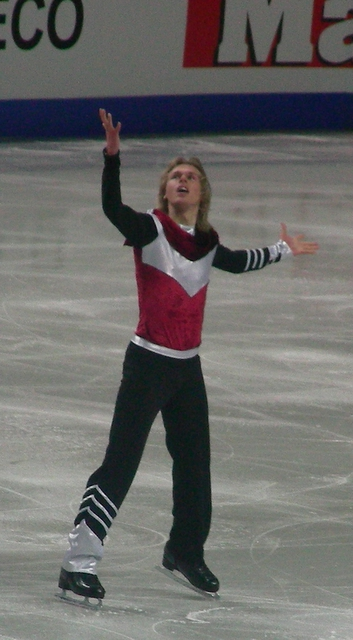
Karel Zelenka

Karel Zelenka (Louny, 31 maart 1983) is een in Tsjechië geboren Italiaanse kunstschaatser, sinds januari 2006 is hij ook Italiaans staatsburger.
Zelenka is actief als individuele kunstschaatser en wordt door zijn vader Karel Zelenka Sr. gecoacht.
| records             | punten | datum      | toernooi |
| ------------------- | ------ | ---------- | -------- |
| Hoogste totaalscore | 191.73 | 25-01-2007 | EK 2007  |
| Hoogste korte kür   | 64.53  | 24-01-2007 | EK 2007  |
| Hoogste lange kür   | 127.20 | 25-01-2007 | EK 2007  |

## Belangrijke resultaten
| Kampioenschap           | 1999 | 2000   | 2001   | 2002   | 2003 | 2004 | 2005 | 2006 | 2007 | 2008   | 2009 | 2010  |
| ----------------------- | ---- | ------ | ------ | ------ | ---- | ---- | ---- | ---- | ---- | ------ | ---- | ----- |
| Olympische Spelen       |      |        |        |        |      |      |      | 25e  |      |        |      |       |
| Wereldkampioenschap     |      |        |        |        | 25e  |      | 20e  | 25e  | 17e  | 16e    |      |       |
| Europees Kampioenschap  |      |        |        |        | 19e  | 16e  |      | 19e  | 7e   | 15e    |      | 23e   |
| Nationaal Kampioenschap |      | Zilver | Zilver | Zilver | Goud | Goud | Goud |      | Goud | Zilver |      | Brons |
| WK Junioren             | 20e  | 19e    | 8e     |        |      |      |      |      |      |        |      |       |
| NK Junioren             | Goud |        |        |        |      |      |      |      |      |        |      |       |